# 马拉埃
马拉埃（法語：Mala'e）是法国海外集体领地瓦利斯和富图纳中的阿洛王国的行政中心，它位于富图纳岛南海岸中段。
据2008年人口普查显示，它有224人口。